# Chaetonotus apechochaetus
Chaetonotus apechochaetus is een buikharige uit de familie Chaetonotidae. De wetenschappelijke naam van de soort werd in 1992 voor het eerst geldig gepubliceerd door Hummon, Balsamo & Todaro. De soort wordt in het ondergeslacht Chaetonotus geplaatst.